# БАФТА за најбољу глумицу у главној улози
Награда BAFTA за најбољу глумицу у главној улози (енгл. BAFTA Award for Best Actress in a Leading Role) је признање које додељује Британска академија филмских и телевизијских уметности глумици која је дала најбоље извођење у главној улози. Награда се углавном додељује почетком фебруара, најбољој глумици претходне године.

## Награђене и номиноване
- 2025. - Мајки Медисон - Анора као Анора „Ани” Михива
  - Синтија Ериво - Злица као Елфаба Троп
  - Карла Софија Гаскон - Емилија Перез као Емилија Перез / Хуан „Манитас” дел Монте
  - Меријен Жан-Баптист - Болне истине као Пенси Дикон
  - Деми Мур - Супстанца као Елизабет Спаркл
  - Серше Ронан - Претицање као Рона

- 2024. - Ема Стоун - Јадна створења као Бела Бакстер
  - Фантазија Барино - Боја пурпура као Сили Харис-Џонсон
  - Сандра Хилер - Анатомија пада као Сандра Фојтер
  - Кери Малиган - Маестро као Фелисија Монтеалегре
  - Вивијан Опара - Рај Лејн као Јас
  - Марго Роби - Барби као Барби

- 2023. - Кејт Бланчет - Тар као Лидија Тар
  - Вајола Дејвис - Жена краљ као генерал Наниска
  - Ана де Армас - Плавуша као Мерилин Монро
  - Данијела Дедвајлер - Тил као Мами Тил
  - Ема Томпсон - Срећно, Лео Гранде као Ненси Стоукс / Сузан Робинсон
  - Мишел Јео - Све у исто време као Евелин Кван Ванг

- 2022. - Џоана Скенлан - После љубави као Мери Хусеин
  - Лејди Гага - Гучијеви као Патриција Ређани
  - Алана Хаим - Пица од сладића као Алана Кејн
  - Емилија Џоунс - Кода као Руби Роси
  - Ренате Реинсве - Најгора особа на свету као Џули
  - Теса Томпсон - Претварање као Ајрин Редфилд

- 2021. - Франсес Макдорманд - Земља номада као Ферн
  - Алфри Вудард - Клеменси као Ворден Бернандин Вилијамс
  - Буки Бакреј - Камење као Олушола Омотосо
  - Рада Бланк - Четрдесетогодишња верзија као Рада
  - Ванеса Кирби - Комади жене као Марта Вајс
  - Вунми Мосаку - Његова кућа као Ријал Маџур

- 2020. - Рене Зелвегер - Џуди као Џуди Гарланд
  - Џеси Бакли - Дивља ружа као Роуз Лин-Харлан
  - Скарлет Џохансон - Прича о браку као Никол Барбер
  - Серше Ронан - Мале жене као Џозефин „Џо” Мерч
  - Шарлиз Терон - Оне су бомбе као Мегин Кели

- 2019. - Оливија Колман - Миљеница као краљица Ана
  - Глен Клоус - Супруга као Џоан Каслман
  - Вајола Дејвис - Удовице као Вероника Ролингс
  - Лејди Гага - Звезда је рођена као Ели Мејн
  - Мелиса Макарти - Можете ли ми икада опростити? као Ли Израел

- 2018. - Франсес Макдорманд - Три билборда испред Ебинга у Мисурију као Милдред Хејз
  - Анет Бенинг - Филмске звезде не умиру у Ливерпулу као Глорија Грејам
  - Сали Хокинс - Облик воде као Елиза Еспозито
  - Марго Роби - Ја, Тоња као Тоња Хардинг
  - Серше Ронан - Лејди Берд као Кристин "Лејди Берд" Макфирсон

- 2017. - Ема Стоун - Ла ла ленд као Мија Долан
  - Ејми Адамс - Долазак као Луиз Бенкс
  - Емили Блант - Девојка из воза као Рејчел Вотсон
  - Натали Портман - Џеки као Џеки Кенеди
  - Мерил Стрип - Неславно славна Флоренс као Флоренс Фостер Џенкинс

- 2016. - Бри Ларсон - Соба као Џој Њусом
  - Кејт Бланчет - Керол као Керол Ерд
  - Серше Ронан - Бруклин као Ејлиш Лејси
  - Меги Смит - Дама из дворишта као Мери Шепард/Маргарет Шерчајлд
  - Алисија Викандер - Данкиња као Герда Вегнер

- 2015. - Џулијана Мур - И даље Алис као Алис Хауланд
  - Ејми Адамс - Велике очи као Маргарет Кин
  - Фелисити Џоунс - Теорија свега као Џејн Вајлд Хокинг
  - Розамунд Пајк - Ишчезла као Ејми Елиот-Дан
  - Рис Видерспун - Дивљина као Шерил Стрејд

- 2014.  -  Кејт Бланчет - Тужна Џасмин 
  - Сандра Булок  -  Гравитација 
  - Џуди Денч  - Филомина
  - Ема Томпсон - Спасавање господина Банкса
  - Ејми Адамс - Америчка превара

- 2013.  -  Емануел Рива - Љубав 
  - Џесика Честејн  - 00:30 – Тајна операција
  - Марион Котијар - Рђа и кост
  - Џенифер Лоренс - У добру и у злу
  - Хелен Мирен - Хичкок

- 2012. - Мерил Стрип  - Челична дама
  - Мишел Вилијамс - Моја недеља са Мерилин
  - Тилда Свинтон - Морамо да разговарамо о Кевину
  - Вајола Дејвис - Служавке
  - Беренис Бежо - Уметник

- 2011. - Натали Портман - Црни лабуд
  - Џулијана Мур  - Деца су у реду
  - Анет Бенинг - Деца су у реду
  - Номи Рапас - Мушкарци који мрзе жене
  - Хејли Стајнфелд - Човек звани храброст

- 2010. - Кери Малиган - Образовање
  - Мерил Стрип - Џули и Џулија
  - Габореј Сидибе - Драгоцена
  - Сирше Ронан - Дивне кости
  - Одри Тоту - Коко пре Шанел

- 2009. - Кејт Винслет - Читач
  - Анџелина Жоли - Замена
  - Мерил Стрип - Сумња
  - Кристин Скот Томас - Волим те већ тако дуго
  - Кејт Винслет - Револуционарни пут

- 2008. - Марион Котијар - Живот у ружичастом
  - Кејт Бланчет - Елизабета: Златно доба
  - Џули Кристи - Далеко од ње
  - Кира Најтли - Покајање
  - Елен Пејџ - Џуно

- 2007. - Хелен Мирен - Краљица
  - Џуди Денч - Белешке о скандалу
  - Кејт Винслет - Интимне ствари
  - Пенелопе Круз - Врати се
  - Мерил Стрип - Ђаво носи Праду

- 2006. - Рис Видерспун - Ход по ивици
  - Џуди Денч - Госпођа Хендерсон вам представља
  - Шарлиз Трон - Северна земља
  - Жанг Зији - Мемоари једне гејше
  - Рејчел Вајс - Брижни баштован

- 2005. - Имелда Стонтон - 
  - Кејт Винслет - Вечни сјај беспрекорног ума
  - Кејт Винслет - У потрази за Недођијом
  - Жанг Зији - Кућа летећих бодежа
  - Шарлиз Трон - Монструм

- 2004. - Скарлет Џохансон - Изгубљени у преводу
  - Скарлет Џохансон - Девојка са бисерном минђушом
  - Наоми Вотс - 21 грам
  - Ума Терман - Кил Бил 1
  - Ен Рид -

- 2003. - Никол Кидман - 
  - Мерил Стрип - 
  - Рене Зелвегер - Чикаго
  - Салма Хајек - Фрида
  - Хали Бери -

- 2002. - Џуди Денч - 
  - Рене Зелвегер - Дневник Бриџет Џонс
  - Сиси Спејсек - 
  - Никол Кидман - 
  - Одре Тоту - Чудесна судбина Амелије Пулен

- 2001. - Џулија Робертс - 
  - Жилијет Бинош - Чоколада
  - Кејт Хадсон - Корак до славе
  - Мишел Џој - Притајени тигар, скривени змај
  - Хилари Сванк -

- 2000. - Анет Бенинг - Америчка лепота
  - Џулијана Мур - Крај једне љубавне приче
  - Емили Вотсон - 
  - Линда Басет -

- 1999. - Кејт Бланчет - 
  - Гвинет Палтроу - Заљубљени Шекспир
  - Емили Вотсон - 
  - Џејн Хорокс -

- 1998. - Џуди Денч - 
  - Хелена Бонам Картер - Крила голубице
  - Ким Бејсингер - Поверљиво из Л. А.
  - Кети Берк -

- 1997. - Бренда Блетин - Тајне и лажи
  - Франсес Макдорманд - Фарго
  - Кристин Скот Томас - Енглески пацијент
  - Емили Вотсон -

- 1996. - Ема Томпсон - 
  - Елизабет Шу - Напуштајући Лас Вегас
  - Хелен Мирен - 
  - Никол Кидман -

- 1995. - Сузан Сарандон - Клијент
  - Ума Терман - Петпарачке приче
  - Ирен Жакоб - Три боје: Црвено
  - Линда Фјорентино -

- 1994. - Холи Хантер - Клавир 
  - Ема Томпсон - 
  - Миранда Ричардсон - Том и Вив
  - Дебра Вингер -

- 1993. - Ема Томпсон - 
  - Џуди Дејвис - 
  - Тара Морис - Плесом до љубави
  - Џесика Танди -

- 1992. - Џоди Фостер - Кад јагањци утихну
  - Џина Дејвис - 
  - Сузан Сарандон - Телма и Луиз
  - Џулијет Стивенсон -

- 1991. - Џесика Танди - Врели дани у Алабами
  - Џулија Робертс - 
  - Ширли Маклејн - 
  - Мишел Фајфер -

- 1990. - Полин Колинс - 
  - Џоди Фостер - Оптужена
  - Глен Клоус - Опасне везе
  - Мелани Грифит -

- 1989. - Маги Смит - 
  - Џејми Ли Кертис - A Fish Called Wanda
  - Шер - 
  - Стефан Одран -

- 1988. - Ен Банкрофт - 
  - Сара Мајлс - 
  - Џули Волтерс - 
  - Емили Лојд -

- 1987. - Маги Смит - Соба са погледом
  - Мија Фароу - 
  - Кети Тајсон - Mona Lisa
  - Мерил Стрип -

- 1986. - Пеги Ешкрофт - 
  - Мија Фароу - Пурпурна ружа Каира
  - Кели Макгилис - Сведок 
  - Александра Пиг -

- 1985. - Маги Смит - 
  - Ширли Маклејн - Време нежности
  - Мерил Стрип - 
  - Хелен Мирен -

- 1984. - Џули Волтерс - 
  - Мерил Стрип - 
  - Џесика Ланг - Tootsie
  - Филис Логан -

- 1983. - Катрин Хепберн - Летњиковац на Златном језеру
  - Дајана Китон - 
  - Сиси Спејсик - Missing
  - Џенифер Кендал -

- 1982. - Мерил Стрип - 
  - Сиси Спејсек - 
  - Мери Тајлер Мур - Ordinary People
  - Меги Смит -

- 1981. - Џуди Дејвис - 
  - Мерил Стрип - 
  - Ширли Маклејн - 
  - Бет Мидлер -

- 1980. - Џејн Фонда - 
  - Мерил Стрип - Ловац на јелене
  - Меги Смит - 
  - Дајана Китон -

- 1979. - Џејн Фонда - 
  - Марша Мејсон - The Goodbye Girl
  - Ен Бенкрофт - 
  - Џил Клејберг -

- 1978. - Дајана Китон - 
  - Феј Данавеј - 
  - Лили Томлин - The Late Show
  - Шели Дувал -

- 1977. - Луиза Флечер - Лет изнад кукавичјег гнезда
  - Лорен Бакол - The Shootist
  - Рита Морено - The Ritz
  - Лив Улман -

- 1976. - Елен Берстин - Алис више не станује овдје
  - Валери Перајн - Lenny
  - Ен Бенкрофт - 
  - Лив Улман -

- 1975. - Џоан Вудвард - 
  - Феј Данавеј - 
  - Барбра Страјсенд - 
  - Лив Улман -

- 1974. - Стефан Одран - The Discreet Charm of the Bourgeoisie и Стефан Одран - 
  - Џули Кристи - 
  - Дајана Рос - Lady Sings the Blues
  - Гленда Џексон - 
  - Ингрид Тулин -

- 1973. - Лајза Минели - 
  - Стефан Одран - 
  - Дороти Тјутин - Savage Messiah
  - Ен Бенкрофт -

- 1972. - Гленда Џексон - 
  - Џули Кристи - 
  - Џејн Фонда - 
  - Нанет Њуман - The Raging Moon
  - Лин Карлин -

- 1971. - Кетрин Рос - Butch Cassidy and the Sundance Kid и Кетрин Рос - 
  - Голди Хон - 
  - Голди Хон - 
  - Сара Мајлс - 
  - Џејн Фонда - Коње убијају, зар не?

- 1970. - Меги Смит - Најбоље године госпођице Џин Броди
  - Барбра Страјсенд - 
  - Барбра Страјсенд - 
  - Мија Фароу - 
  - Мија Фароу - Розмарина беба
  - Мија Фароу - 
  - Мери Вимбуш - Oh! What a Lovely War
  - Гленда Џексон -

- 1969. - Катрин Хепберн - Погоди ко долази на вечеру, Зима једног лава
  - Катрин Денев - Лепотица дана
  - Ен Бенкрофт - 
  - Џоун Вудвард -

Од 1952. до 1967. године, награде су додељиване посебно сваке године за најбољу британску глумицу и најбољу страну глумицу.

### Награђене и номиноване занаграду за најбољу британску глумицу
- 1968. - Идит Еванс – The Whisperers
  - Елизабет Тејлор -

- 1967. - Елизабет Тејлор – Ко се боји Вирџиније Вулф? 
  - Џули Кристи - Доктор Живаго
  - Џули Кристи - 
  - Лин Редгрејв - 
  - Ванеса Редгрејв -

- 1966. - Џули Кристи – Darling
  - Џули Ендруз - 
  - Рита Тушингам - 
  - Џули Ендруз - 
  - Меги Смит -

- 1965. - Одри Хепберн – Шарада 
  - Идит Еванс - The Chalk Garden
  - Дебора Кер - 
  - Џули Ендруз - 
  - Рита Тушингам -

- 1964. - Рејчел Робертс – 
  - Џули Кристи - 
  - Сара Мајлс - 
  - Барбара Виндзор - Sparrers Can't Sing
  - Идит Еванс - Том Џоунс

- 1963. - Лесли Карон – 
  - Џенет Манро - Life for Ruth
  - Вирџинија Маскел -

- 1962. - Дора Брајан – A Taste of Honey
  - Дебора Кер - 
  - Хејли Милс -

- 1961. - Рејчел Робертс – 
  - Хејли Милс - 
  - Венди Хилер -

- 1960. - Одри Хепберн – Прича о калуђерици
  - Кеј Волш - The Horse's Mouth
  - Силвија Симс - 
  - Пеги Ешкрофт - Прича о калуђерици
  - Ивон Мичел -

- 1959. - Ајрин Ворт – Orders to Kill
  - Вирџинија Макена - Carve Her Name with Pride
  - Хармајони Бадели -

- 1958. - Хедер Сирс – The Story of Esther Costello
  - Дебора Кер - 
  - Силвија Симс -

- 1957. - Вирџинија Макена – A Town Like Alice
  - Дороти Алисон - Reach for the Sky
  - Одри Хепберн -

- 1956. - Кејти Џонсон – The Ladykillers
  - Дебора Кер - 
  - Маргарет Џонсон -

- 1955. - Ивон Мичел – The Divided Heart 
  - Бренда де Банзи - Hobson's Choice
  - Одри Хепберн - Сабрина

- 1954. - Одри Хепберн - Празник у Риму

- 1953. - Вивијен Ли – Трамвај назван чежња

### Награђене и номиноване занаграду за најбољу страну глумицу
- 1967. - Анук Еме – Један човјек и једна жена 
  - Џејн Фонда - 
  - Симон Сињоре -

- 1966. - Жана Моро –

- 1965. - Патриша Нил – In Harm's Way
  - Симон Сињоре -

- 1964. - Ен Банкрофт – The Pumpkin Eater
  - Ширли Маклејн - 
  - Ава Гарднер - 
  - Ким Стенли - Séance on a Wet Afternoon
  - Ширли Маклејн -

- 1963. - Патриша Нил – Хад 
  - Ли Ремик - Days of Wine and Roses
  - Џоан Крафорд - Шта се догодило са Беби Џејн?
  - Бети Дејвис - Шта се догодило са Беби Џејн?

- 1962. - Ен Банкрофт – The Miracle Worker 
  - Жана Моро - Жил и Џим
  - Анук Еме - Lola
  - Мелина Меркури - 
  - Натали Вуд - Splendor in the Grass
  - Џералдин Пејџ -

- 1961. - Софија Лорен – Two Women
  - Пајпер Лори -

- 1960. - Ширли Маклејн – Апартман
  - Џин Симонс - 
  - Мелина Меркури -

- 1959. - Ширли Маклејн – 
  - Розалинд Расел - Auntie Mame
  - Сузан Хејворд - 
  - Ава Гарднер -

- 1958. - Симон Сињоре – 
  - Елизабет Тејлор - Мачка на усијаном лименом крову
  - Ингрид Бергман - The Inn of the Sixth Happiness
  - Џоан Вудвард - 
  - Ана Мањани -

- 1957. - Симон Сињоре – 
  - Ева Мари Сејнт - A Hatful of Rain
  - Мерилин Монро - Принц и играчица
  - Катрин Хепберн - 
  - Џоан Вудвард -

- 1956. - Ана Мањани – The Rose Tattoo
  - Керол Бејкер - Baby Doll
  - Ава Гарднер - 
  - Maria Schell - 
  - Џин Симонс - 
  - Сузан Хејворд - 
  - Ким Новак - Picnic
  - Ширли Маклејн -

- 1955. - Бетси Блер – Марти
  - Дороти Дандриџ - Carmen Jones
  - Грејс Кели - Провинцијалка
  - Џули Харис - I Am a Camera
  - Мерилин Монро - The Seven Year Itch
  - Џуди Гарланд - A Star Is Born
  - Катрин Хепберн - Летње доба

- 1954. - Cornell Borchers – The Divided Heart
  - Ширли Бут - 
  - Грејс Кели - Dial M for Murder
  - Ђина Лолобриђида - Bread, Love and Dreams
  - Џуди Холидеј -

- 1953. - Лесли Карон – 
  - Ширли Бут -

- 1952. - Симон Сињоре – 
  - Џуди Холидеј - 
  - Катрин Хепберн -